# DiDi Richards
Deauzya "DiDi" Richards (ur. 8 lutego 1999 w Houston) – amerykańska koszykarka występująca na pozycji rzucającej, obecnie zawodniczka New York Liberty w WNBA.

## Osiągnięcia
Stan na 8 lutego 2022, na podstawie, o ile nie zaznaczono inaczej.

### NCAA
- Mistrzyni NCAA (2019)
- Uczestniczka rozgrywek:
  - Elite 8 turnieju NCAA (2019, 2021)
  - Sweet 16 turnieju NCAA (2018, 2019, 2021)
- Mistrzyni:
  - turnieju konferencji Big 12 (2018, 2019, 2021)
  - sezonu regularnego Big 12 (2018–2021)
- Defensywna zawodniczka roku:
  - NCAA (2019 według WACO Tribune, 2020 według WBCA, kapituły Naismitha)[3]
  - Big 12 (2020)
  - Teksasu (2020)
- Zaliczona do:
  - I składu:
    - defensywnego:
      - Big 12 (2019–2021)
      - Teksasu (2020)

    - debiutantek Big 12 (2018)
    - turnieju:
      - Paradise Jam (2019)
      - NCAA Greensboro regional All-Tourney (2019)

    - Academic Big 12 (2019)

  - II składu:
    - Big 12 (2020, 2021)
    - Academic Big 12 (2020)

  - III składu Teksasu (2020)
  - składu:
    - honorable mention All-American (2021 przez WBCA)
    - Commissioner's Honor Roll (zima 2017–2019, wiosna 2018, 2019)

### WNBA
- Zaliczona do I składu debiutantek WNBA (2021)